# Alasdair
Alasdair  è un nome proprio di persona gaelico scozzese maschile.

## Varianti
- Maschili: Alastair[2], Alistair[3], Alister[4]

### Varianti in altre lingue
- Irlandese: Alastar[5]
  - Femminili: Alastríona[6]

## Origine e diffusione
Si tratta di una forma scozzese del nome Alessandro, e il significato è quindi "protettore di uomini". Non va confuso col nome Alastore, di origine differente.

## Onomastico
L'onomastico ricorre lo stesso giorno di Alessandro, cioè generalmente il 26 agosto per i cattolici e il 30 agosto per gli ortodossi.

## Persone

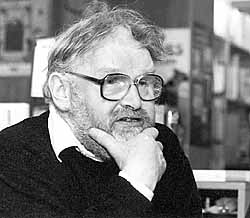
Alasdair Gray

- David Alasdair Boudia, tuffatore statunitense
- Alasdair Gray, scrittore, artista e poeta britannico
- Alasdair MacIntyre, filosofo scozzese

### Variante Alastair

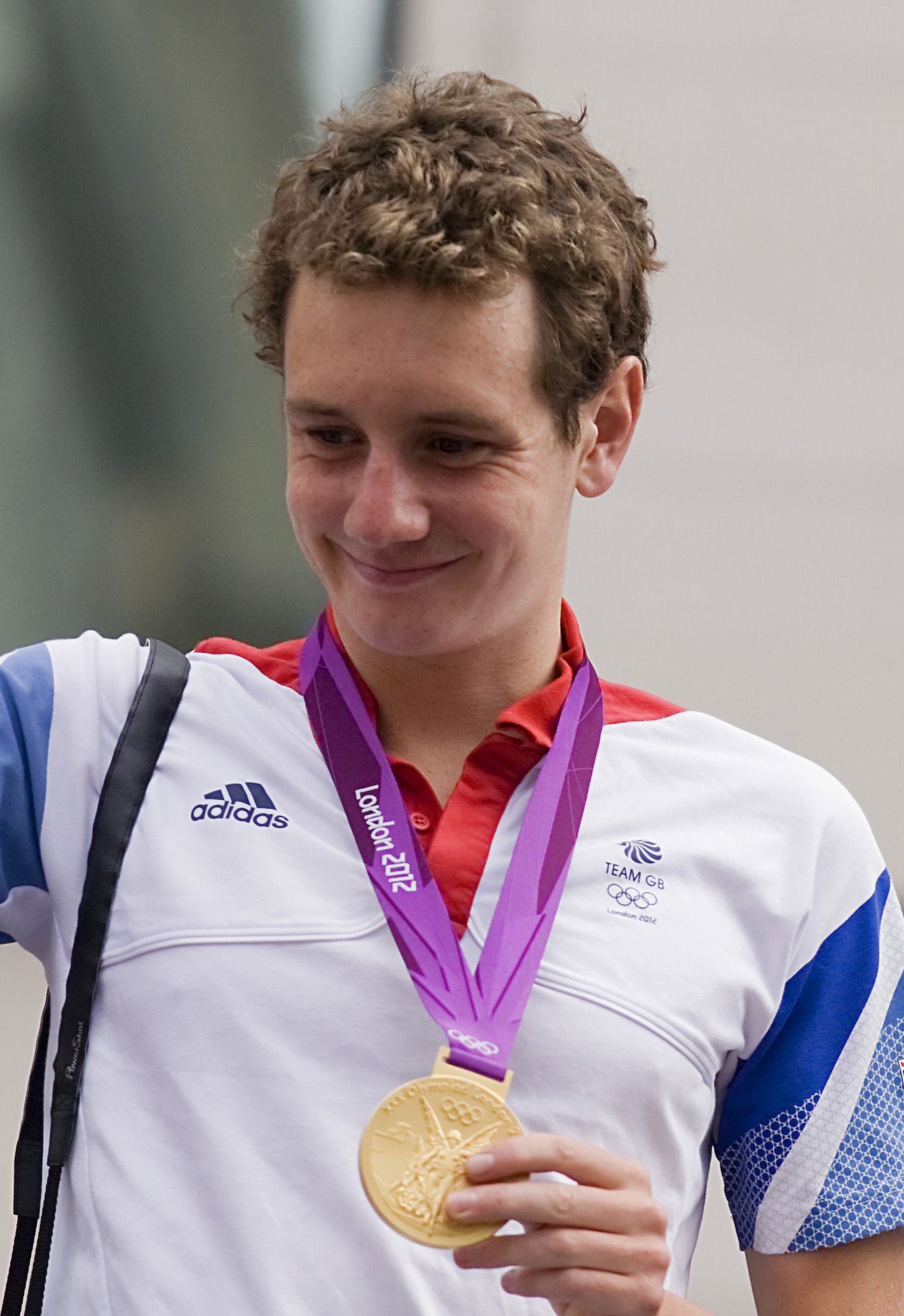
Alistair Brownlee

- Alastair Baxter, vero nome di Al Baxter, rugbista a 15 e architetto australiano
- Alastair Cameron, fisico e astronomo canadese
- Alastair Campbell, giornalista britannico
- Alastair Ivan Ladislaus Lucidus Evans, schermidore statunitense
- Alastair Heathcote, canottiere britannico
- Alastair Hignell, rugbista a 15, crickettista e giornalista britannico
- Alastair Kellock, rugbista a 15 britannico
- Alastair Pilkington, ingegnere, inventore e imprenditore britannico
- Alastair Reynolds, astrofisico e scrittore britannico
- Alastair Sim, attore britannico

### Variante Alistair
- Alistair Blair, stilista scozzese
- Alistair Brownlee, triatleta britannico
- Alistair Darling, politico britannico
- Alistair Horne, storico, giornalista e militare britannico
- Alistair MacLean, scrittore scozzese
- Alistair Mackay, medico ed esploratore britannico
- Alistair McCoist, vero nome di Ally McCoist, calciatore, allenatore di calcio e commentatore sportivo britannico
- Alistair Overeem, artista marziale misto e kickboxer olandese
- Alistair Taylor, manager britannico
- Alistair Ward, vero nome di Algy Ward, bassista britannico

## Il nome nelle arti
- Alasdair è un personaggio del film del 2007 Hallam Foe, diretto da David Mackenzie.
- Alastair è un personaggio della serie televisiva Supernatural.
- Alistair è un personaggio della saga di Twilight scritta da Stephenie Meyer.
- Alistair è un personaggio del videogioco Dragon Age: Origins.
- Alistair Albert è un personaggio del videogioco Dragon Quest VIII: L'odissea del re maledetto.
- Alistair Blunt è un personaggio del romanzo di Agatha Christie Poirot non sbaglia, e dell'omonimo episodio del 1992 della serie televisiva Poirot da esso tratto.
- Alistair Crompton è un personaggio del romanzo di Robert Sheckley Il matrimonio alchimistico di Alistair Crompton.
- Alistair Hennessey è un personaggio del film del 2004 Le avventure acquatiche di Steve Zissou.
- Alistair Ravenscroft è un personaggio del romanzo di Agatha Christie Gli elefanti hanno buona memoria.
- Alistair Rockingham è un personaggio del romanzo di Francis Beeding La morte cammina per Eastrepps.
- Alistair Smythe è un personaggio dell'Universo Marvel.
- Alastar Treen è un personaggio dell'universo di Guerre stellari.
- Alistair Trumbull è un personaggio della serie televisiva My Own Worst Enemy.
- Alasdair MacColla è il titolo di una ballata irlandese.
- Alister è un personaggio della serie anime Yu-Gi-Oh!.